# Михайлович, Стевча
Стевча Михайлович (серб. Стевча Михаиловић; январь 1804, Ягодина — 19 сентября 1888, Белград) — сербский политик и государственный деятель;  дважды (с перерывом) занимал должность главы правительства Сербии и стал последним премьер-министром Княжества Сербия.

## Биография
Стевча Михайлович родился в январе 1804 года в сербском городке Ягодина.
Был женат на племяннице князя Милоша Обреновича и сперва служил таможенником. Во время первого правления Михаила Обреновича (с 1839 по 1842 год) Михайлович был муниципальным чиновником.
После восстания Тома Вучича Перишича, приведшего к свержению князя Михаила, Михайлович был заключен в тюрьму, а позже удалился в родной город, где занялся торговлей

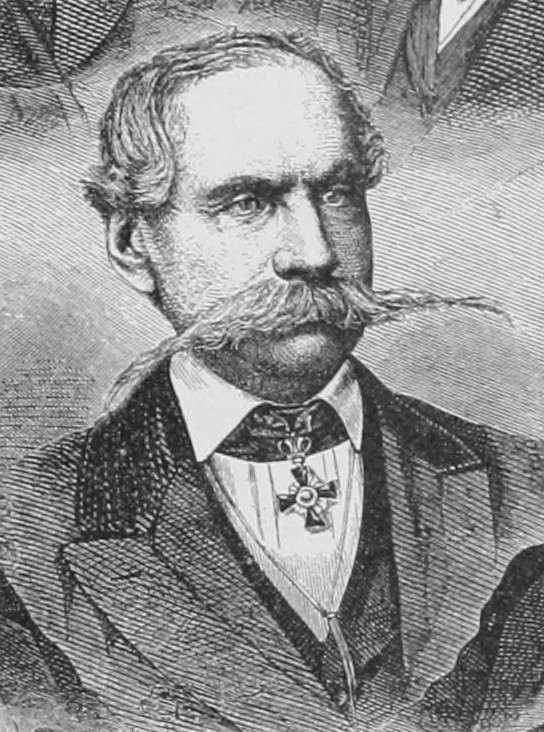
Стевча Михайлович

В 1858 году С. Михайлович был избран депутатом. Он возглавил сторонников Обреновича в Народной скупщине Сербии, которое вынудило князя Александра Карагеоргиевича отречься от престола.
С 1858 по 1861 год Стевча Михайлович был председателем Государственного совета Княжества Сербия, а в 1870-е годы возглавлял одну из либеральных фракций.
В 1875 году Михайлович возглавлял правительство Сербии, но в том же году передал бразды правления Любомиру Калевичу. В следующем году он вновь стал премьер-министром Сербии и всячески поддерживал Боснийско-герцеговинское восстание, что привело к  к началу сербско-турецкой, черногорско-турецкой войн и положило начало так называемому Великому Восточному Кризису (см. Восточный вопрос).  Результатом восстания и войн против османов стал Берлинский конгресс 1878 года, на котором Сербия и Черногория получили независимость, в то время как Австро-Венгрия оккупировала Боснию и Герцеговину, которая де-юре оставалась частью Османской империи.
После Берлинского конгресса Михайлович, ставший последним премьером Сербского Княжества, отказался от власти в пользу Йована Ристича, который стал первым главой правительства Королевства Сербия.
Стевча Михайлович скончался 19 сентября 1888 года в городе Белграде.